# غوشناطية خلابة
غوشناطية خلابة (الاسم العلمي:Gochnatia pulchra) هي نوع من النباتات تتبع جنس الغوشناطية من الفصيلة النجمية.